# Pampe
 (avril 2017).
Pampe (aussi appelé Peñate) est un site archéologique de l'ère pré-colombienne de la période postclassique, situé dans la ville de Chalchuapa dont c'était le centre cérémoniel entre 1200 et 1400.
C'était un site d'habitation et de cérémonie qui a été habité 1200 après que les sites de Tazumal et nouveau Tazumal ont été désertés. Le site comprend 14 structures dont 13 sont rectangulaires et 1 circulaire, toutes construites en pierre et en terre. Il était habité en 1400 AD.